# Vaccolino
Vaccolino (Al Vaculìn o Il Mott in dialetto ferrarese) è una piccola località rurale situata in provincia di Ferrara, divisa tra i comuni di Comacchio e Lagosanto. Il paese, che conta una popolazione di circa 600 abitanti, si sviluppa sulla strada statale Romea che collega Venezia e Ravenna.

## Storia
Un tempo il piccolo borgo era chiamato anche San Giacomo o Le Celle; questo si spiega poiché Vaccolino, pur piccolo, era formato da diversi borghi, come quello della chiesa di san Giacomo, oppure quello della cella, quello dei fabbri, quello dei pappi ecc. che uniti formarono Vacolinum (lat.). Esso fu un importante centro per la sosta ed il ristoro dei viandanti dell'antica via Popilia (l'attuale strada Romea), nonché centro di meditazione per i frati pomposiani, da lì poco distanti, che proprio nelle sopracitate Celle alloggiavano, celle di cui oggi non rimane quasi più nulla se non qualche rudere.
Un tempo nel piccolo paese laghese/comacchiese vi erano le famose motte, piccole collinette (da non confondere con le dune della piallazza) di sabbia totalmente naturali, presenti solo in pochi altri posti, come la frazione mesolana di Monticelli e ad altri paesi del codigorese. Questo è anche il motivo per il quale Vaccolino in dialetto è chiamata, soprattutto dagli abitanti, Il Mott letteralmente "motte", "dune", "collinette di sabbia". Negli anni '60 e '70, queste dune vennero quasi tutte spianate per lasciar spazio alla nuova edilizia.

## Monumenti e luoghi d'interesse
A 3 km a nord della località si trova la millenaria abbazia di Pomposa. Nell'area rurale ad est della Romea è situata la valle Bertuzzi, la parte più piccola delle valli di Comacchio.